# محوطه باغ شفتالو
محوطه باغ شفتالو مربوط به دوران‌های تاریخی پس از اسلام است و در سی سخت، جنوب غرب شهر، یک کیلومتری فرمانداری واقع شده و این اثر در تاریخ ۲۴ فروردین ۱۳۸۲ با شمارهٔ ثبت ۸۲۹۳ به‌عنوان یکی از آثار ملی ایران به ثبت رسیده است. اره اینجوریاس